# Мелкадзе Георгій Джемалович
Георгій Джемалович Мелкадзе (рос. Георгий Джемалович Мелкадзе; нар. 4 квітня 1997, Москва, Росія) — російський футболіст грузинського походження, нападник «Сочі». Срібний призер юнацького чемпіонату Європи (WU-19) 2015 року.

## Клубна кар'єра

### Ранні роки
У 5-річному віці почав займатися футболом у школі московського «Динамо», перший тренер — Юрій Олексійович Ментюков. У 2008 році в команді змінився тренер, з яким у Георгія виникли розбіжності, тому він перейшов до «Спартака» у команду 1997 року народження.

### «Спартак» (Москва)
На дитячих та юнацьких турнірах стабільно грав у основному складі «Спартака» 1997 року народження, який виграв першість Москви з футболу у 2014 році.
Після випуску з академії у сезоні 2014/15 грав як за молодіжний склад «Спартака» (14 матчів, 4 голи у молодіжній першості), так і за «Спартак-2» (7 матчів, 1 гол у ПФЛ). Дебют за другу команду відбувся 23 вересня 2014 року в матчі проти «Знамені Труда». Також двічі вийшов на заміну в РФПЛ за основний склад «Спартака», дебютувавши 17 травня 2015 року в матчі 28-го туру проти ЦСКА (0:4), вийшовши на 59-й хвилині, запам'ятався активними та сміливими діями.

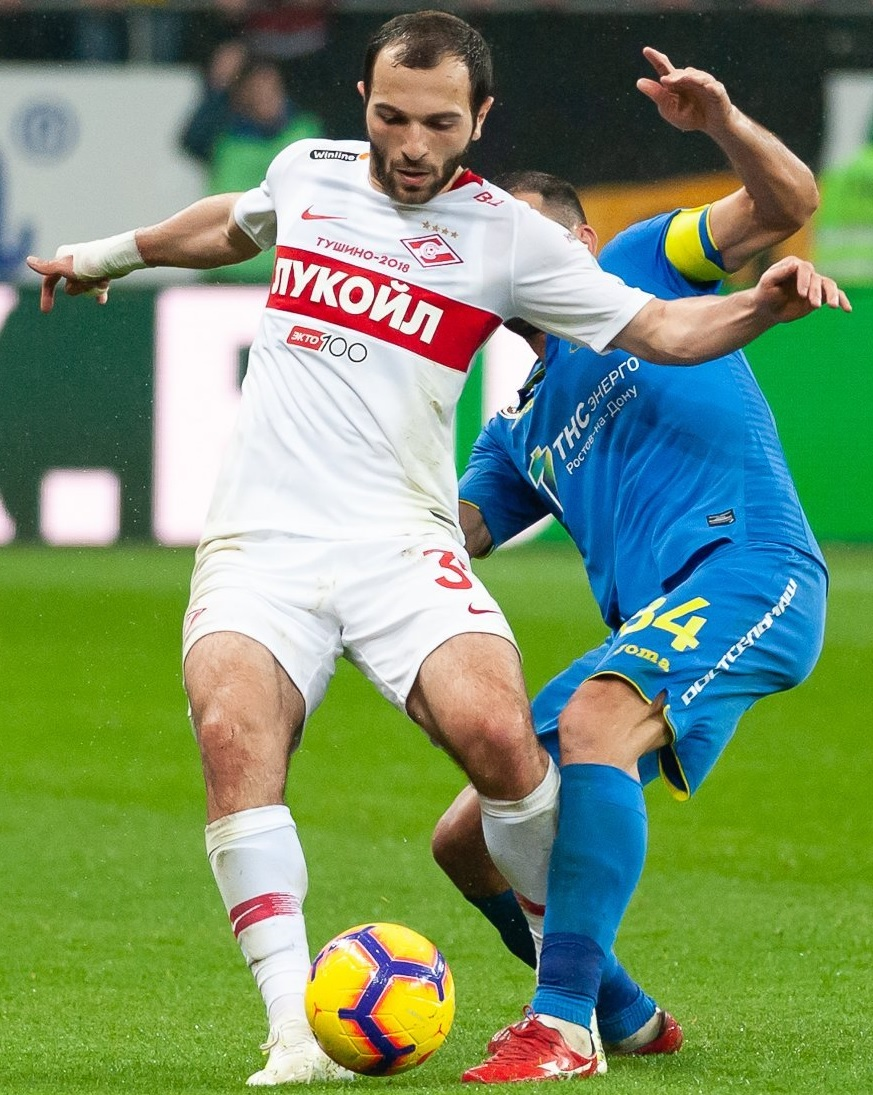
Георгій Мелкадзе (ліворуч) у 2019 році

Сезон 2015/16 розпочав виступами за «Спартак-2» у ФНЛ, займав різні позиції у півзахисті, найчастіше на лівому фланзі. Всього провів 22 матчі (10 — у стартовому складі), в яких забив 7 м'ячів та віддав 4 гольові передачі, що дозволило йому стати одним із трьох найкращих бомбардирів та другим за системою «гол+пас» серед гравців «Спартака-2». З січня 2016 року тренувався з основною командою «Спартака» та потрапляв у заявки команди на всі матчі осінньої частини прем'єр-ліги. У вище вказаних матчах 4 рази виходив на заміну, результативними діями не відзначився. Таким чином, зиму та весну 2016 року Мелкадзе провів, виступаючи одразу за дві команди у структурі «Спартака». З цієї причини у весняній частині першості ФНЛ брав участь лише у домашніх матчах, проводив на полі не більше 45 хвилин. Однак це не завадило йому стати найкращим молодим футболістом ФНЛ за підсумками сезону.
У грудні 2015 року підписав новий контракт зі «Спартаком» до 31 травня 2019 року. 29 травня 2019 року продовжив контракт із клубом, нова угода розрахована на 3 роки. Усього за «Спартак» виступав з 2015 до 2021 року і провів 26 матчів у всіх турнірах.

#### Оренда в «Тосно»
4 червня 2017 року відданий у річну оренду до клубу Прем'єр-ліги «Тосно». Дебютував 15 липня 2017 року в матчі 1-го туру чемпіонату Росії проти «Уфи» (0:1), вийшов у стартовому складі та провів на полі весь матч. За «Тосно» провів 21 матч у чемпіонаті Росії та 1 матч у кубку Росії, результативними діями не відзначився. Разом із клубом став володарем Кубку Росії 2017/18.

#### Оренда в «Тамбов»
2 вересня 2019 року перейшов у «Тамбов» на правах річної оренди, який вперше вийшов у Прем'єр-лігу. Дебютував за «Тамбов» 15 вересня 2019 року у домашньому матчі 9-го туру чемпіонату Росії проти ЦСКА, вийшовши у стартовому складі та провівши на полі весь матч. 21 вересня 2019 року в домашньому матчі 10-го туру чемпіонату Росії проти «Ростова» (2:1) зробив «дубль» і приніс своїй команді перемогу — це стали його перші м'ячі за «Тамбов» та в Прем'єр-лізі, також був визнаний найкращим гравцем матчу. 5 жовтня 2019 року у гостьовому матчі 12-го туру чемпіонату Росії проти «Рубіна» (1:2) на 54-й хвилині забив м'яч, але його команда не змогла врятуватися від поразки. 2 листопада 2019 року у гостьовому матчі 15-го туру проти «Сочі» (2:1) на 56-й хвилині відзначився переможним м'ячем і тим самим допоміг своїй команді здобути перемогу. 9 листопада 2019 року у гостьовому матчі 16-го туру проти «Ростова» (2:1) на 52-й хвилині забив м'яч та допоміг своїй команді перемогти, що дозволило йому стати найкращим гравцем матчу. 1 березня 2020 року в домашньому матчі 20-го туру проти «Рубіна» (0:0) визнаний найкращим гравцем зустрічі. 6 березня 2020 року в домашньому матчі 22-го туру проти «Крил Рад» (3:0) на 33-й хвилині матчу забив переможний м'яч, а також був визнаний найкращим гравцем цього матчу. 31 липня 2020 року залишив «Тамбов» у зв'язку із закінченням терміну орендної угоди та повернувся до «Спартака». Усього за «Тамбов» провів 18 матчів та забив 7 м'ячів.

#### Оренда в «Ахмат»
13 серпня 2020 року перейшов в оренду до грозненського «Ахмату», орендна угода розрахована до завершення сезону 2020/21 років. 22 серпня 2020 року в гостьовому матчі 4-го туру проти «Хімок» (2:1) дебютував за «Ахмат», вийшовши на заміну на 66-й хвилині матчу замість Ісмаеля. 27 вересня 2020 року забив свій дебютний м'яч за грозненську команду у домашньому матчі 9-го туру проти «Уралу» (2:0), також за підсумком матчу визнаний найкращим гравцем. 4 жовтня 2020 року у виїзному матчі 10-го туру проти «Рубіна» (1:1) на 80-й хвилині матчу реалізував пенальті і тим самим допоміг своїй команді досягти нічийного результату. 17 квітня 2021 року в домашньому матчі 26-го туру проти «Хімок» (3:1) на 64-й хвилині з передачі Анхеля відзначився красивим м'ячем ударом через себе, який став найкращим голом 26-го туру. Всього в сезоні 2020/21 років провів за «Ахмат» 24 матчі у всіх турнірах, забив 3 м'ячі та зробив 2 гольові передачі. Після закінчення орендної угоди повернувся до «Спартака».

### «Сочі»
25 січня 2022 року на правах вільного агента перейшов до «Сочі», з яким підписав 2,5-річний контракт. Дебютував за клуб 26 лютого 2022 року у матчі 19-го туру чемпіонату Росії проти тульського «Арсеналу» (2:0), вийшовши на заміну на 79-й хвилині замість Матео Касьєрри. Перший м'яч за «Сочі» забив 20 березня 2022 року в поєдинку 22-го туру чемпіонату Росії проти «Крил Рад» (2:3).

## Кар'єра в збірній
У 2015 році у складі юнацької збірної Росії (U-19) став срібним призером юнацького чемпіонату Європи у Греції. На турнірі зіграв у матчах проти команд Нідерландів, Німеччини, Греції та двічі проти Іспанії.
У листопаді 2016 року у складі збірної ФНЛ брав участь у товариському матчі проти молодіжної збірної Кіпру та відзначився забитим м'ячем.
З 2017 року залучаdся до молодіжної збірної Росії, у складі якої дебютував 24 березня у товариській грі проти Румунії (5:1). 23 березня 2018 року в рамках кваліфікації молодіжного Євро-2019 забив два голи збірної Македонії (4:3), а 27 березня зробив хет-трик у ворота збірної Гібралтару (5:0).

## Статистика виступів

### Клубна
Станом на 21 травня 2022
| Клуб                       | Сезон             | Ліга              | Ліга  | Ліга | Кубок | Кубок | Континентальні | Континентальні | Інші  | Інші | Загалом | Загалом |
| Клуб                       | Сезон             | Дивізіон          | Матчі | Голи | Матчі | Голи  | Матчі          | Голи           | Матчі | Голи | Матчі   | Голи    |
| -------------------------- | ----------------- | ----------------- | ----- | ---- | ----- | ----- | -------------- | -------------- | ----- | ---- | ------- | ------- |
| «Спартак-2» (Москва)       | 2014–15           | ПФЛ               | 7     | 1    | –     | –     | –              | –              | –     | –    | 7       | 1       |
| «Спартак-2» (Москва)       | 2015–16           | ФНЛ               | 22    | 7    | –     | –     | –              | –              | –     | –    | 22      | 7       |
| «Спартак-2» (Москва)       | 2016–17           | ФНЛ               | 26    | 11   | –     | –     | –              | –              | 4     | 1    | 30      | 12      |
| «Спартак-2» (Москва)       | 2018–19           | ФНЛ               | 13    | 2    | –     | –     | –              | –              | –     | –    | 13      | 2       |
| «Спартак-2» (Москва)       | 2019–20           | ФНЛ               | 2     | 0    | –     | –     | –              | –              | –     | –    | 2       | 0       |
| «Спартак-2» (Москва)       | Загалом           | Загалом           | 70    | 21   | 0     | 0     | 0              | 0              | 4     | 1    | 74      | 22      |
| «Спартак» (Москва)         | 2014–15           | РПЛ               | 2     | 0    | 0     | 0     | –              | –              | –     | –    | 2       | 0       |
| «Спартак» (Москва)         | 2015–16           | РПЛ               | 4     | 0    | 0     | 0     | –              | –              | –     | –    | 4       | 0       |
| «Спартак» (Москва)         | 2016–17           | РПЛ               | 0     | 0    | 1     | 0     | 1              | 0              | –     | –    | 2       | 0       |
| «Спартак» (Москва)         | 2018–19           | РПЛ               | 10    | 0    | 1     | 0     | 0              | 0              | –     | –    | 11      | 0       |
| «Спартак» (Москва)         | 2019–20           | РПЛ               | 2     | 0    | –     | –     | 1              | 0              | –     | –    | 3       | 0       |
| «Спартак» (Москва)         | 2021–22           | РПЛ               | 3     | 0    | 0     | 0     | 1              | 0              | –     | –    | 4       | 0       |
| «Спартак» (Москва)         | Загалом           | Загалом           | 21    | 0    | 2     | 0     | 3              | 0              | 0     | 0    | 26      | 0       |
| «Тосно» (оренда)           | 2017–18           | РПЛ               | 21    | 0    | 1     | 0     | –              | –              | –     | –    | 22      | 0       |
| «Тамбов» (оренда)          | 2019–20           | РПЛ               | 18    | 7    | 0     | 0     | –              | –              | 3     | 1    | 21      | 8       |
| «Ахмат» (Грозний) (оренда) | 2020–21           | РПЛ               | 19    | 3    | 5     | 0     | –              | –              | –     | –    | 24      | 3       |
| «Сочі»                     | 2021–22           | РПЛ               | 12    | 2    | 1     | 0     | –              | –              | –     | –    | 13      | 2       |
| Усього за кар'єру          | Усього за кар'єру | Усього за кар'єру | 161   | 33   | 9     | 0     | 3              | 0              | 7     | 2    | 180     | 35      |

1. 1 2  Матчі в Кубку ФНЛ
2. 1 2 3  Матчі в Лізі Європи УЄФА

### У молодіжній збірній
| Дата       | Місто     | Господарі          | Результат | Гості     | Турнір                             | Голи | Примітки |
| ---------- | --------- | ------------------ | --------- | --------- | ---------------------------------- | ---- | -------- |
| 29-11-2016 | Лімасол   | Кіпр               | 1 – 1     | Росія     | Товариський матч                   | 1    | cap. 38' |
| 24-3-2017  | Марбелья  | Росія              | 5 – 1     | Румунія   | Товариський матч                   | -    | 75'      |
| 28-3-2017  | Марбелья  | Росія              | 2 – 0     | Норвегія  | Товариський матч                   | -    | 77'      |
| 27-5-2017  | Наманган  | Узбекистан         | 3 – 4     | Росія     | Товариський матч                   | -    | 46'      |
| 31-8-2017  | Москва    | Росія              | 0 – 0     | Вірменія  | Кваліфікація молодіжного Євро-2019 | -    | 46'      |
| 5-9-2017   | Тула      | Росія              | 3 – 0     | Гібралтар | Кваліфікація молодіжного Євро-2019 | -    |          |
| 6-10-2017  | Москва    | Росія              | 1 – 0     | Австрія   | Кваліфікація молодіжного Євро-2019 | -    |          |
| 10-10-2017 | Новий Сад | Сербія             | 3 – 2     | Росія     | Кваліфікація молодіжного Євро-2019 | 1    |          |
| 10-11-2017 | Єреван    | Вірменія           | 1 – 2     | Росія     | Кваліфікація молодіжного Євро-2019 | -    | 65'      |
| 14-11-2017 | Фрозіноне | Італія             | 3 – 2     | Росія     | Товариський матч                   | -    | 67'      |
| 23-3-2018  | Скоп'є    | Північна Македонія | 3 – 4     | Росія     | Кваліфікація молодіжного Євро-2019 | 2    | 71'      |
| 27-3-2018  | Гібралтар | Гібралтар          | 0 – 5     | Росія     | Кваліфікація молодіжного Євро-2019 | 3    | 34'      |
| Усього     |           | Матчів             | 12        |           | Голів                              | 7    |          |

## Досягнення

### Клубні
«Спартак-2»
- Першість ПФЛ
  -  Чемпіон (1): 2014/15 (зона «Захід»)

«Тосно»
- Кубок Росії
  -  Володар (1): 2017/18

«Сочі»
- Прем'єр-ліга Росії
  -  Срібний призер (1): 2021/22

### У збірній
Росія (U-19)
- Юнацький чемпіонат Європи (U-19)
  -  Фіналіст (1): 2015

### Особисті
«Спартак-2» (Москва)
- Найкращий молодий гравець ФНЛ: 2015/16